# Aeroportul Bhagatanwala
Aeroportul Bhagatanwala (IATA: BHW, ICAO: OPBG) este un aeroport din Pakistan.
aeroportul dispune de o singură pistă.